# Mount Nimba Strict
Mont Nimba naturreservat er et naturreservat og verdensarvområde som ligger i grænseområde mellem Guinea og Elfenbenskysten. En udvidelse af reservatet ind i Liberia er foreslået.
Reservatet omfatter 180 km² (130 km² i Guinea og 50 km² i Elfenbenskysten) omkring bjerget Mount Nimba, og består af bjerget, der er 1.752 moh., savanner ved bjergets fod op til 550 moh, tæt urskov mellem 600 og 1-000 moh. og de unikke højtliggende savanneagtige græssletter på bjergskråningerne over 1.000 moh. Alle vegetationstyper har en meget varieret flora.
I reservatet lever mere end 200 endemiske dyrearter, blandt andet civetter (Civettictis ) og desmerdyr, dykkerantiloper (Cephalophinae), padder og chimpanser.
Den første fredning i området var i Elfenbenskysten i 1943 og Guinea i 1944. Guineas del af reservatet blev verdensarvområde i 1981, og Elfenbenskystens del blev indlemmet i verdensarvområdet i 1982. Efter at en jernåre blev opdaget og forsøgt udvundet blev reservatet i 1992 opført på listen over truede verdensarvsteder.

## Eksterne kilder og henvisninger
- UNEP World Conservation Monitoring Centre: faktaark